# Parc de Maisons-Laffitte
Le parc de Maisons-Laffitte est un ensemble d'allées, protégé des monuments historiques, située à Maisons-Laffitte, dans le département français des Yvelines.

## Localisation
Le parc est délimité par l'avenue du Général-Leclerc, l'avenue Églé, l'avenue Albine, et les places Marine et Wagram à Maisons-Laffitte.

## Historique
Le parc actuel correspond aux grands axes de l'ancien parc du château. Il est inscrit au titre des monuments historiques en 1963.

## Description
Le parc est constitué de deux allées perpendiculaires.